# Емельянов, Виктор Васильевич
Виктор Васильевич Емельянов (1912—1942) — красноармеец Рабоче-крестьянской Красной Армии, участник советско-финской и Великой Отечественной войн, Герой Советского Союза (1940).

## Биография
Виктор Емельянов родился в 1912 году в Нижнем Новгороде. После окончания неполной средней школы и школы фабрично-заводского ученичества работал гравёром в «Нижполиграфе» (ныне — «Горьковская правда»). В 1932—1933 годах проходил службу в Рабоче-крестьянской Красной Армии. Осенью 1939 года добровольно пошёл на службу во второй раз. Участвовал в советско-финской войне, будучи орудийным номером 387-го стрелкового полка 136-й стрелковой дивизии 13-й армии Северо-Западного фронта.
В феврале 1940 года Емельянов принимал участие в отражении ряда финских контратак. Когда вблизи его позиции был подбит советский танк и экипаж покинул его, Емельянов забрался внутрь и открыл огонь по ведущим наступление финским частям, что способствовало успешному отражению контратаки. Емельянов вёл огонь из танка по противнику ещё в течение двух суток.
Указом Президиума Верховного Совета СССР от 7 апреля 1940 года за «образцовое выполнение боевых заданий командования на фронте борьбы с финской белогвардейщиной и проявленные при этом доблесть и мужество» красноармеец Виктор Емельянов был удостоен высокого звания Героя Советского Союза с вручением ордена Ленина и медали «Золотая Звезда» за номером 332.
В 1940 году Емельянов был демобилизован и вернулся в Горький. Поступил на курсы подготовки к поступлению в Промышленную академию. В начале Великой Отечественной войны вновь добровольно пошёл в армию. Окончил зенитно-артиллерийскую школу, после чего служил в должности начальника разведки дивизиона 8-го гвардейского миномётного полка. Участвовал в боях в Ростовской области, обороне Севастополя.
Лейтенант В. В. Емельянов пропал без вести в июле 1942 года.